# Gruppo di Coxeter
In matematica, un gruppo di Coxeter è un gruppo astratto che ammette una descrizione formale in termini di simmetrie speculari. I gruppi finiti di Coxeter sono più precisamente i gruppi euclidei di riflessione finiti; i gruppi di simmetria dei poliedri regolari ne forniscono degli esempi. Va detto subito che non tutti i gruppi di Coxeter sono finiti e che non tutti possono essere descritti in termini di simmetrie e riflessioni euclidee. 
I gruppi di Coxeter prendono il nome dal matematico britannico Harold Coxeter (1907-2003) e trovano applicazione in molte aree della matematica. Esempi di gruppi di Coxeter finiti sono i gruppi di simmetria dei politopi regolari e i gruppi di Weyl delle algebre di Lie semplici. Esempi di gruppi infiniti di Coxeter sono i gruppi triangolari corrispondenti a tassellature regolari del piano euclideo e del piano iperbolico, e i gruppi di Weyl delle algebre di Kac-Moody di dimensione infinita.

## Definizione
Un gruppo di Coxeter è un gruppo avente una presentazione del tipo
{\displaystyle \left\langle r_{1},r_{2},\ldots ,r_{n}\mid (r_{i}r_{j})^{m_{ij}}=1\right\rangle ,}
dove {\displaystyle m_{ii}=1} e {\displaystyle m_{ij}\geq 2} per {\displaystyle i\neq j.}
La condizione {\displaystyle m_{ij}=\infty } significa che nessuna relazione della forma {\displaystyle (r_{i}r_{j})^{m}} può essere imposta. 
Alcune conclusioni possono essere ricavate a partire dalle definizioni sopra riportate.
- La relazione {\displaystyle m_{ii}=1} indica che {\displaystyle r_{i}^{2}=1} per ogni {\displaystyle i}; i generatori sono involuzioni.
- Se {\displaystyle m_{ij}=2}, allora i generatori {\displaystyle r_{i}} e {\displaystyle r_{j}} commutano. Questo segue dall'osservazione che

{\displaystyle xx=yy=1}
insieme a
{\displaystyle xyxy=1}
implica che
{\displaystyle xy=xxyxyy=yx}
- Per non avere ridondanza fra le relazioni, è necessario assumere che {\displaystyle m_{ij}=m_{ji}}. Questo si ottiene osservando che

{\displaystyle yy=1}
insieme a
{\displaystyle (xy)^{m}=1}
implica che
{\displaystyle (yx)^{m}=(yx)^{m}yy=y(xy)^{m}y=yy=1.}
La matrice di Coxeter è una matrice simmetrica intera di aspetto {\displaystyle n\times n} le cui entrate denotiamo con {\displaystyle m_{ij}}. In realtà, ogni matrice simmetrica aventi come entrate interi positivi e {\displaystyle \infty } e con le entrate sulla diagonale uguali a 1 serve a definire un gruppo di Coxeter. 
La matrice di Coxeter può essere convenientemente codificata mediante un cosiddetto "grafo di Coxeter", secondo le seguenti regole:
- i vertici del grafo sono etichettati con i deponenti degli elementi generatori;
- i vertici del grafo {\displaystyle i} e {\displaystyle j} sono connessi se e solo se {\displaystyle m_{ij}\geq 3;}
- un lato è etichettato con il valore di {\displaystyle m_{ij}} se è uguale o maggiore di {\displaystyle 4}.

In particolare, due generatori commutano se e solo se non sono connessi attraverso un lato del grafo.
Inoltre, se un grafo di Coxeter ha due o più componenti connesse, il gruppo associato è il prodotto diretto dei gruppi associati ai singoli componenti.

### Un esempio
Il grafico in cui i vertici da {\displaystyle 1} a {\displaystyle n} sono posti in una riga con ciascun vertice connesso mediante un lato non etichettato al suo immediato vicino dà origine a un gruppo simmetrico Sn+1; i generatori corrispondono alle permutazioni {\displaystyle (1\;2)}, {\displaystyle (2\;3)}, ..., {\displaystyle (n\;n+1)}. Due permutazioni non consecutive commutano sempre, mentre {\displaystyle (k\;k+1)(k+1\;k+2)} dà {\displaystyle (k\;k+1\;k+2)}. Naturalmente questo mostra solamente che Sn+1 è un gruppo quoziente del gruppo di Coxeter, ma non è troppo difficile verificare l'eguaglianza che mantiene.

## Gruppi finiti di Coxeter

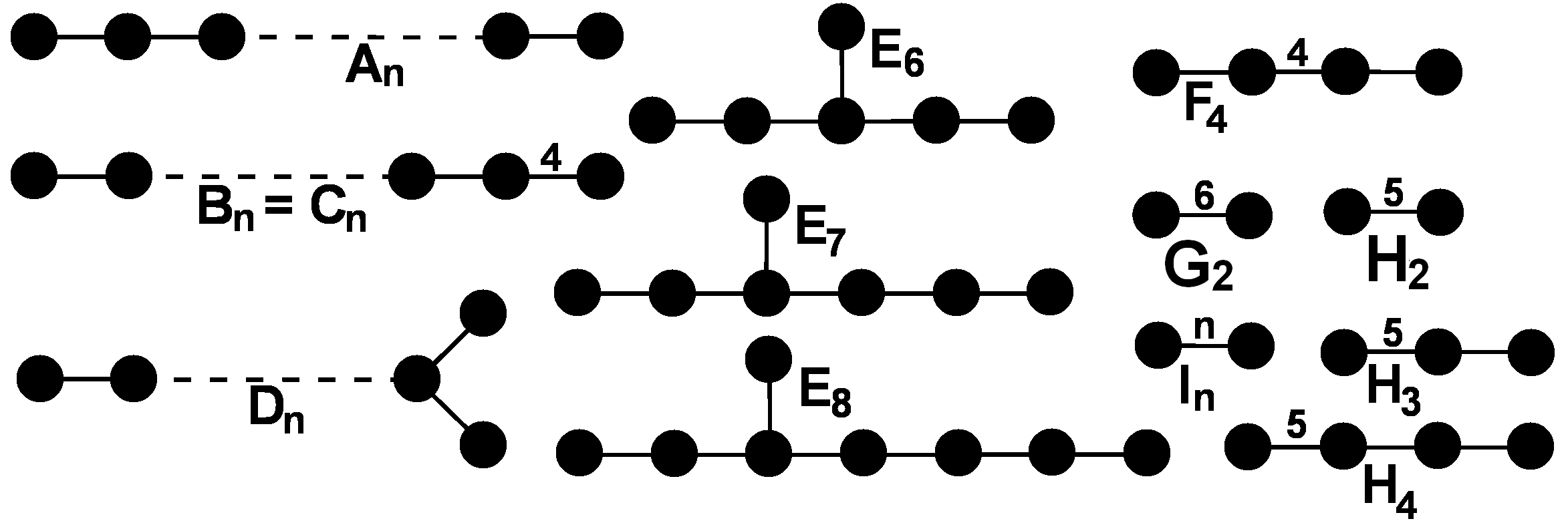
Grafi di Coxeter di gruppi finiti di Coxeter

Ogni gruppo di Weyl può essere realizzato come un gruppo di Coxeter. Il grafico di Coxeter può essere ottenuto dal diagramma di Dynkin rimpiazzando ogni doppio lato con un lato etichettato {\displaystyle 4} e ogni triplo lato con un lato etichettato {\displaystyle 6}. L'esempio dato sopra corrisponde al gruppo di Weyl del sistema di radice di tipo An. Il gruppo di Weyl include la maggior parte dei gruppi finiti di Coxeter, ma ci sono anche esempi aggiuntivi. La seguente lista fornisce tutti i grafi connessi di Coxeter che danno origine a gruppi finiti.
Confrontando questa con la lista di sistemi a radici semplici, si vede che Bn e Cn danno origine allo stesso gruppo di Coxeter. Anche, G2 sembra mancare, ma è presente sotto il nome I2(6). Le aggiunte alla lista sono H3, H4, e I2(p).
Alcune proprietà di gruppi finiti di Coxeter sono dati nella seguente tabella:
| Tipo    | Rango | Aspetto   | Politopo                        | Grafo |
| ------- | ----- | --------- | ------------------------------- | ----- |
| An      | n     | (n + 1)!  | n-simplesso                     |       |
| Bn = Cn | n     | 2n !      | n-ipercubo / n-politopo a croce |       |
| Dn      | n     | 2n−1 n!   | demipercubo                     |       |
| I2(n)   | 2     | 2n        | n-gono                          |       |
| H3      | 3     | 120       | icosaedro / dodecaedro          |       |
| F4      | 4     | 1152      | 24-celle                        |       |
| H4      | 4     | 14400     | 120-celle / 600-celle           |       |
| E6      | 6     | 51840     | politopo E6                     |       |
| E7      | 7     | 2903040   | politopo E7                     |       |
| E8      | 8     | 696729600 | politopo E8                     |       |

### Gruppi di simmetria di politopi regolari
Tutti i gruppi di simmetria di politopi regolari sono gruppi finiti di Coxeter. I gruppi diedrali, che sono i gruppi simmetrici di poligoni regolari, formano le serie I2(p). Il gruppo di simmetria di un regolare {\displaystyle n}-simplesso è il gruppo simmetrico Sn+1, anche conosciuto come il gruppo di Coxeter di tipo An. Il gruppo di simmetria del {\displaystyle n}-cubo è lo stesso di quello del {\displaystyle n}-politopo a croce, vale a dire BCn. Il gruppo di simmetria del dodecagono regolare e dell'icosaedro regolare è H3. In dimensione {\displaystyle 4}, ci sono tre speciali politopi, il 24-celle, il 120-celle, e il 600-celle. Il primo ha gruppo simmetrico F4, mentre gli altri due hanno gruppo simmetrico H4.
I gruppi di Coxeter di tipo Dn, E6, E7, e E8 sono gruppi di simmetria di alcuni politopi semiregolari.

## Gruppi affini di Weyl
I gruppi affini di Weyl formano una seconda importante serie di gruppi di Coxeter. Questi non sono finiti di per sé, ma ciascuno contiene un sottogruppo abeliano normale, in modo che il corrispondente gruppo quoziente è finito. In ciascun caso, il gruppo quoziente è esso stesso un gruppo di Weyl, e il grafo di Coxeter è ottenuto dal grafo di Coxeter del gruppo di Weyl aggiungendo un vertice supplementare e uno o due lati aggiuntivi. Ad esempio, per {\displaystyle n\geq 2,} il grafo consistente di {\displaystyle n+1} vertici in un cerchio è ottenuto da An in questo modo, e il corrispondente gruppo di Coxeter è il gruppo di Weyl affine di An. Per {\displaystyle n=2,} questo può essere illustrato come il gruppo di simmetria del piastrellamento standard del piano mediante triangoli equilateri.
Segue una lista di gruppi affini di Coxeter:

Si nota che il pedice è in ogni caso il numero di nodi meno uno, dal momento che ognuno di questi gruppi è stato ottenuto aggiungendo un nodo ad un grafo finito del gruppo.

## Gruppi di Coxeter iperbolici
Ci sono anche gruppi di Coxeter iperbolici rappresentanti gruppi di riflessione in geometria iperbolica.

## Ordinamento di Bruhat
La scelta di generatori di riflessione dà origine ad una funzione l di lunghezza in un gruppo di Coxeter, cioè il numero minimo di utilizzi dei generatori richiesto per esprimere un elemento di gruppo. Da esso viene definito l'ordine di Bruhat: un elemento v eccede un elemento u se ha una lunghezza che è maggiore di 1 ed è il prodotto di u per un generatore di riflessione. In altre parole, u ≤ v significa che v è costruito da u con l'appropriato numero l(v) − l(u) di riflessioni generate.